# Ordinariato militare in Francia
L'ordinariato militare in Francia è un ordinariato militare della Chiesa cattolica per la Francia. È retto dal vescovo Antoine de Romanet de Beaune.

## Territorio
L'ordinariato è articolato in 4 vicariati, corrispondenti ai quattro corpi militari delle Forze Armate francesi: Esercito, Marina, Aviazione e Gendarmeria. A questi vicari si aggiunge un vicario generale.
Sede dell'ordinariato è la città di Parigi, dove si trova la cattedrale di San Luigi all'Hôtel des Invalides.

## Storia
Il vicariato castrense di Francia fu eretto il 26 luglio 1952 con il decreto Obsecundare votis della Congregazione Concistoriale.
Il 21 aprile 1986 il vicariato castrense è stato elevato a ordinariato militare con la bolla Spirituali militum curae di papa Giovanni Paolo II. In forza degli statuti, approvati dalla Santa Sede il 5 maggio 2012, l'Ordinariato militare in Francia è noto anche con il nome di Diocèse aux armées.

## Cronotassi dei vescovi
Si omettono i periodi di sede vacante non superiori ai 2 anni o non storicamente accertati.
- Maurice Feltin † (29 ottobre 1949 - 1º dicembre 1966 ritirato)
- Pierre Marie Joseph Veuillot † (1º dicembre 1966 - 15 aprile 1967 dimesso)
- Jean-Marie-Clément Badré † (15 maggio 1967 - 10 dicembre 1969 nominato vescovo di Bayeux)
- Gabriel Marie Étienne Vanel † (21 aprile 1970 - 12 febbraio 1983 dimesso)
- Jacques Louis Marie Joseph Fihey † (12 febbraio 1983 - 22 aprile 1989 nominato vescovo di Coutances)
- Michel Marie Jacques Dubost, C.I.M. (9 agosto 1989 - 15 aprile 2000 nominato vescovo di Évry-Corbeil-Essonnes)
- Patrick Le Gal (23 maggio 2000 - 7 ottobre 2009 nominato vescovo ausiliare di Lione[1])
- Luc Ravel, C.R.S.V. (7 ottobre 2009 - 18 febbraio 2017 nominato arcivescovo di Strasburgo)
- Antoine de Romanet de Beaune, dal 28 giugno 2017

## Statistiche
| anno | presbiteri | presbiteri | presbiteri | diaconi | religiosi | religiosi | parrocchie |
| anno | totale     | secolari   | regolari   | diaconi | uomini    | donne     | parrocchie |
| ---- | ---------- | ---------- | ---------- | ------- | --------- | --------- | ---------- |
| 1999 | 205        | 161        | 44         | 19      | 44        | 3         |            |
| 2000 | 199        | 155        | 44         | 21      | 44        | 3         |            |
| 2001 | 179        | 135        | 44         | 20      | 44        | 3         |            |
| 2002 | 190        | 146        | 44         | 18      | 44        | 2         |            |
| 2003 | 135        | 125        | 10         | 20      | 10        | 2         |            |
| 2004 | 184        | 145        | 39         | 19      | 39        | 2         |            |
| 2013 | 147        | 113        | 34         | 27      | 34        |           |            |
| 2016 | 152        | 120        | 32         | 25      | 32        |           |            |
| 2019 | 161        | 130        | 31         | 19      | 62        | 1         | 212        |
| 2021 | 129        | 101        | 28         | 9       | 58        |           | 212        |